# Nesocordulia flavicauda
Nesocordulia flavicauda – gatunek ważki z rodziny Synthemistidae. Endemit Madagaskaru.